# Astragalus distinctissimus
Astragalus distinctissimus là một loài thực vật có hoa trong họ Đậu. Loài này được Rech.f. & Edelb. miêu tả khoa học đầu tiên.